# (25890) Louisburg
(25890) Louisburg est un astéroïde de la ceinture principale d'astéroïdes.

## Description
(25890) Louisburg est un astéroïde de la ceinture principale d'astéroïdes. Il fut découvert le 3 novembre 2000 à Olathe (Kansas) par Larry Robinson (astronome). Il présente une orbite caractérisée par un demi-grand axe de 2,80 UA, une excentricité de 0,15 et une inclinaison de 8,3° par rapport à l'écliptique.

## Compléments